# Un chauffeur pour Véra
Pour plus de détails, voir Fiche technique et Distribution.
Un chauffeur pour Vera (en russe : Водитель для Веры, Voditel dlia Very) est un film russo-ukrainien, réalisé en 2004 par le réalisateur Pavel Tchoukhraï.

## Synopsis
Le film se passe dans les années 1960, en URSS. Le sergent Viktor regarde la vie simplement : il est prêt à tout bien faire pour atteindre son but, qui est de faire carrière. La chance lui sourit : le lieutenant-général Sérov le prend comme chauffeur personnel alors qu'il n'est que cadet d'une compagnie du Kremlin à Moscou. Viktor se retrouve à la maison de campagne du général, près de Sébastopol. Ce dernier est un homme puissant et autoritaire. La vie en Crimée se déroule dans le paradis soviétique classique. Le général a une fille, Véra, jolie mais boiteuse, gâtée et hystérique dont la mère est internée dans un hôpital psychiatrique. Le soleil des côtes de la Mer Noire, la vie facile dans un milieu favorisé des années 1960, entraînent Véra vers les divertissements. Elle finit par tomber enceinte. Le général décide qu'elle doit garder l'enfant. Il  voit d'un bon œil l'attirance de son chauffeur pour Véra. Viktor lui est prêt à épouser cette femme enceinte d'un autre. Interviennent alors les intrigues du pouvoir soviétique. Le général tombe en disgrâce. La datcha s'avère être un nid  de domestiques mouchards et d'informateurs. Le pouvoir à Moscou veut éliminer le général et sa fille Véra. Les méthodes utilisées pour y arriver sont mises en œuvre avec sang-froid. Viktor se retrouve seul et peut fuir, mais prend avec lui la fille de Véra qui vient de naître avant la mort de sa mère. Viktor devient par son geste un autre homme qui s'engage en choisissant de sauver l'enfant.

## Fiche technique
- Réalisateur : Pavel Tchoukhraï
- Producteurs : Igor Tolstounov и Alexandre Rodnianski
- Producteurs exécutifs : Mikhaïl Zilberman, Vitali Kochman et Lioudmila Zakharova
- Scénario : Pavel Tchoukhraï
- Opérateur : Igor Klebanov
- Musique : Edouard Artemiev
- Mise en scène : Olga Kravtchenia
- Costumes : Olga Pogodina, Ekaterina Dyminskaïa et Anna Kouznetsov
- Montage : Ologa Grinchpoune
- Budget : 3 millions de $ [1]
- Recettes : 2 011 837$ en Russie au 22 août 2004

## Distribution
- Igor Petrenko : le chauffeur Viktor
- Aliona Babenko (ru) : Véra
- Bohdan Stoupka : le lieutenant-général
- Andreï Panine : le capitaine Savelev
- Alexandre Dediouchko : un travailleur

## Critique
Lilia Nemtchenko, professeur à l'université de l'Oural (Ekaterinbourg), étudie la présence du passé soviétique dans la culture contemporaine, et particulièrement dans le cinéma russe actuel. Ce passé soviétique peut se présenter comme une mode, comme un objet d'étude historique ou encore comme une source de nostalgie. Les années 1960 ont fait l'objet d'une mythisation, malgré les évènements négatifs réels de cette époque (répressions de Khrouchtchev contre les artistes indésirables, procès de Joseph Brodsky qui est déporté). Mais Pavel Tchoukhraï ne laisse pas de place à la nostalgie dans ce film. Il montre clairement le revers de la liberté du dégel des années 1960, avec ses soirées en présence d'étrangers, sa nouvelle musique américaine... Le réalisateur révèle que l'idéologie du stalinisme reste présente derrière les apparences et que la base de cette idéologie est de déconsidérer l'individu qui n'a de valeur, pour ce régime, que comme monnaie d'échange.

## Prix et nominations
Le film a obtenu de nombreux prix en Russie . Parmi ceux-ci le Nika de la mise en scène pour Olga Kravtchenia, le Nika de la musique pour Edouard Artemiev et celui de la découvertes pour Aliona Babenko (ru).
En France il a obtenu le Grand prix du Festival du cinéma russe à Honfleur en 2004